# Expositurkirche Baad

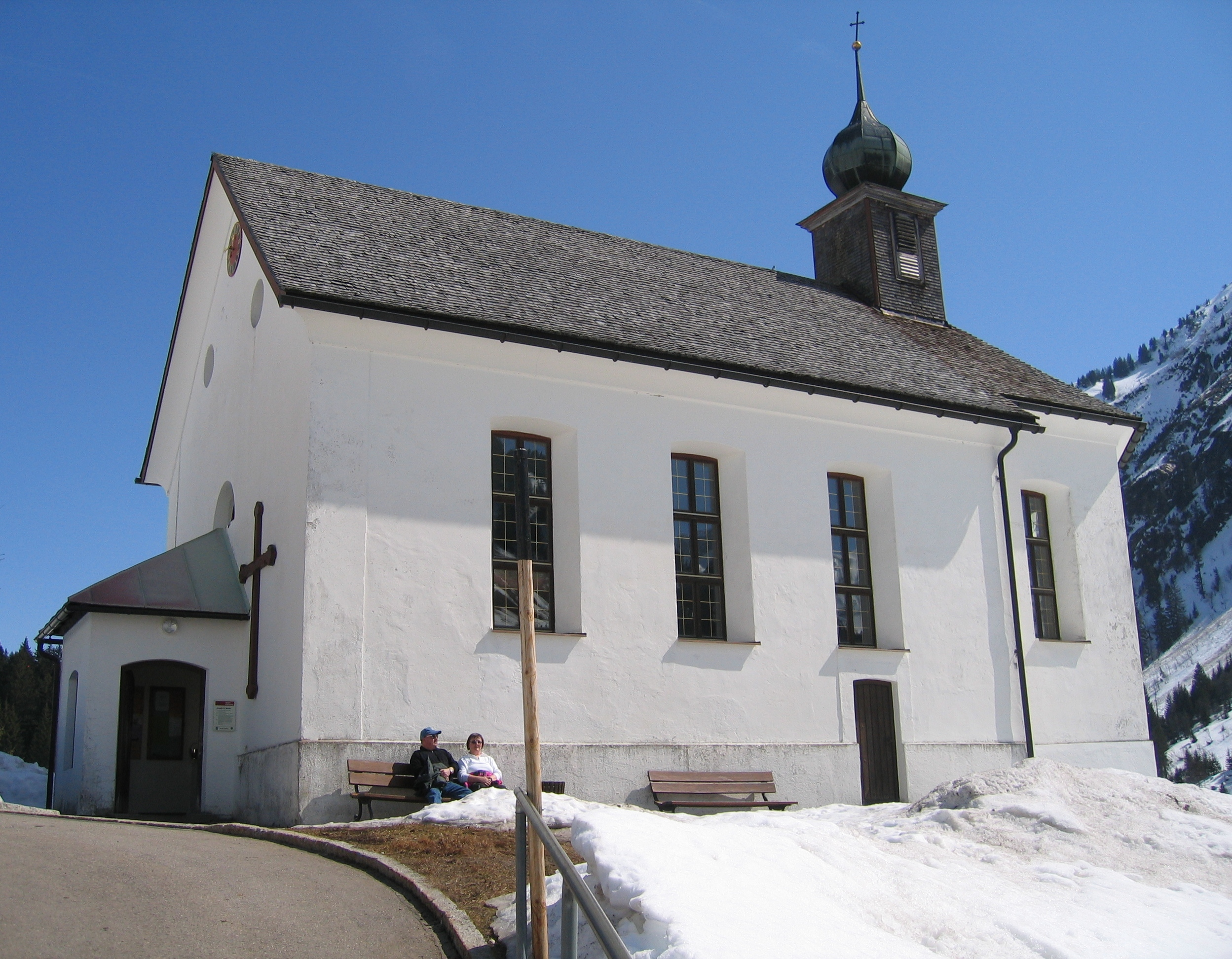
Kath. Expositurkirche hl. Martin in Baad

Die römisch-katholische Expositurkirche Baad steht im Ortsteil Baad des Ortes Mittelberg in der Gemeinde Mittelberg im Kleinwalsertal im Bezirk Bregenz in Vorarlberg. Sie ist dem heiligen Martin geweiht und gehört zum Dekanat Vorderwald-Kleinwalsertal in der Diözese Feldkirch. Das Bauwerk steht unter Denkmalschutz.

## Geschichte
Eine Kapelle wurde 1636 etwa 40 Meter nordwestlich des heutigen Kaplanhauses erbaut und 1663 geweiht und 1711 zur Expositur erhoben. 1738 und 1767 wurde die Kapelle erweitert und 1851 wegen Lawinengefahr abgebrochen. Die heutige Kirche wurde von Josef Häusle auf einer Anhöhe im Norden des Dorfes 1851 erbaut und 1855 geweiht. Baad war zwischen 1788 und 1879 Kuratie, seitdem wieder Expositur. 1905 und von 1971 bis 1972 wurden Restaurierungen der Kirche durchgeführt.

## Architektur
Das nach Süden ausgerichtete Langhaus mit eingezogenen Chor unter einem gemeinsamen Satteldach hat eine Glockenturm mit Zwiebelhaube über dem Chor. 

## Ausstattung
Die Altäre und Kirchenbänke stammen von Gottlieb Riezler aus Hirschegg.
Besonders sehenswert ist das Altarbild des Hauptaltars, das St. Martin darstellt und von Franz Xaver Bobleter (1800–1869) geschaffen wurde. Links und rechts am Hauptaltar befinden sich zwei ältere Figuren, die etwa aus dem Jahr 1670 stammen: links der „Walserheilige“ St. Theodul (ehemals Walliser Bischof), rechts die hl. Barbara.
Die Seitenaltäre zeigen Maria (linker Altar) und Wendelin (rechter Altar). Sie sind Werke von Melchior Paul von Deschwanden (1811–1881) und stammen aus dem Jahr 1856. Das Kreuz mit drei Putten an der Decke über Übergang zum Chorraum stammt vom Anfang des 18. Jahrhunderts.

## Orgel
Die Orgel wurde 1802 gebaut und 1886 von der Kirche in Mittelberg gekauft.

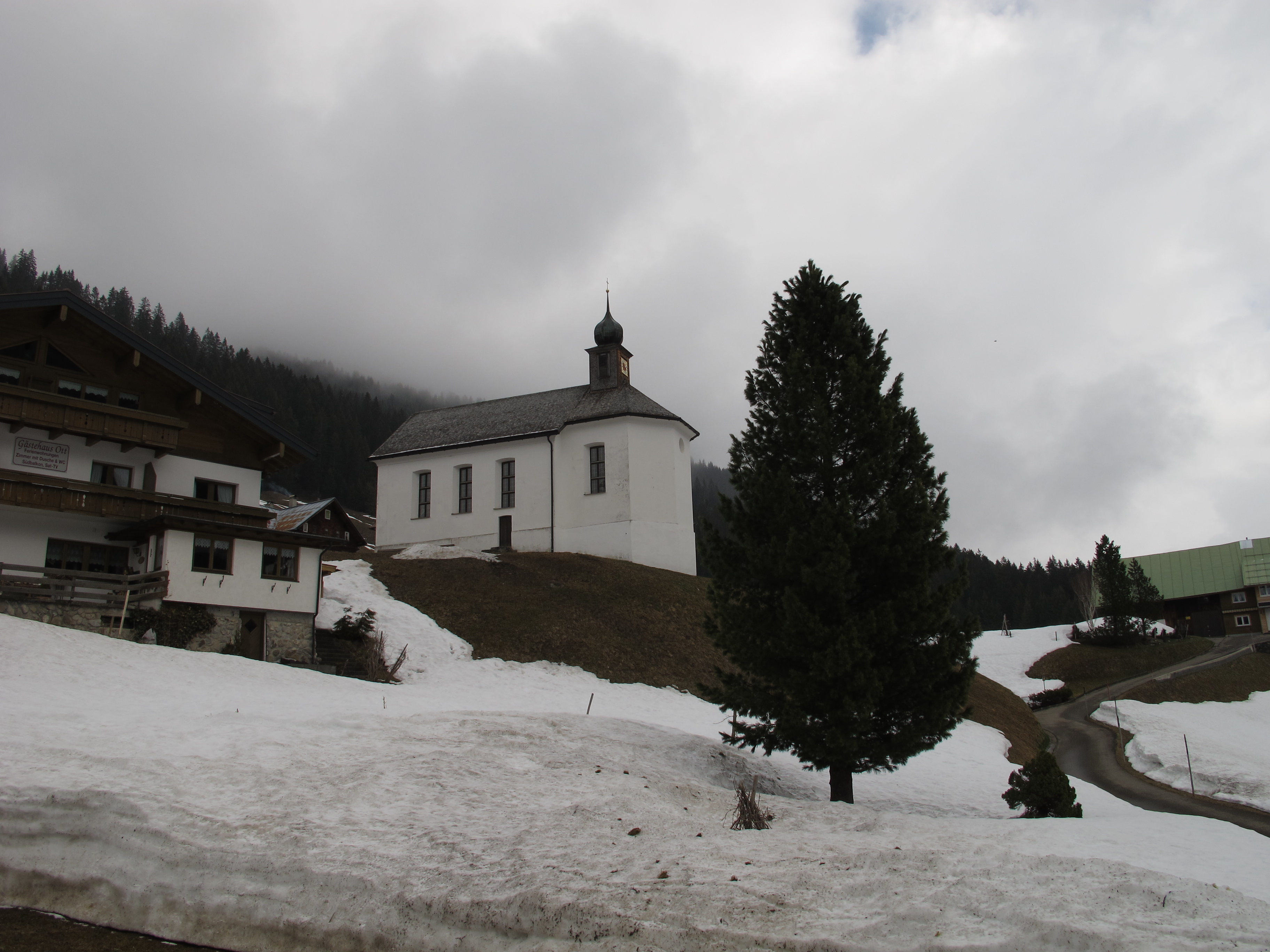
Außenansicht von Südosten
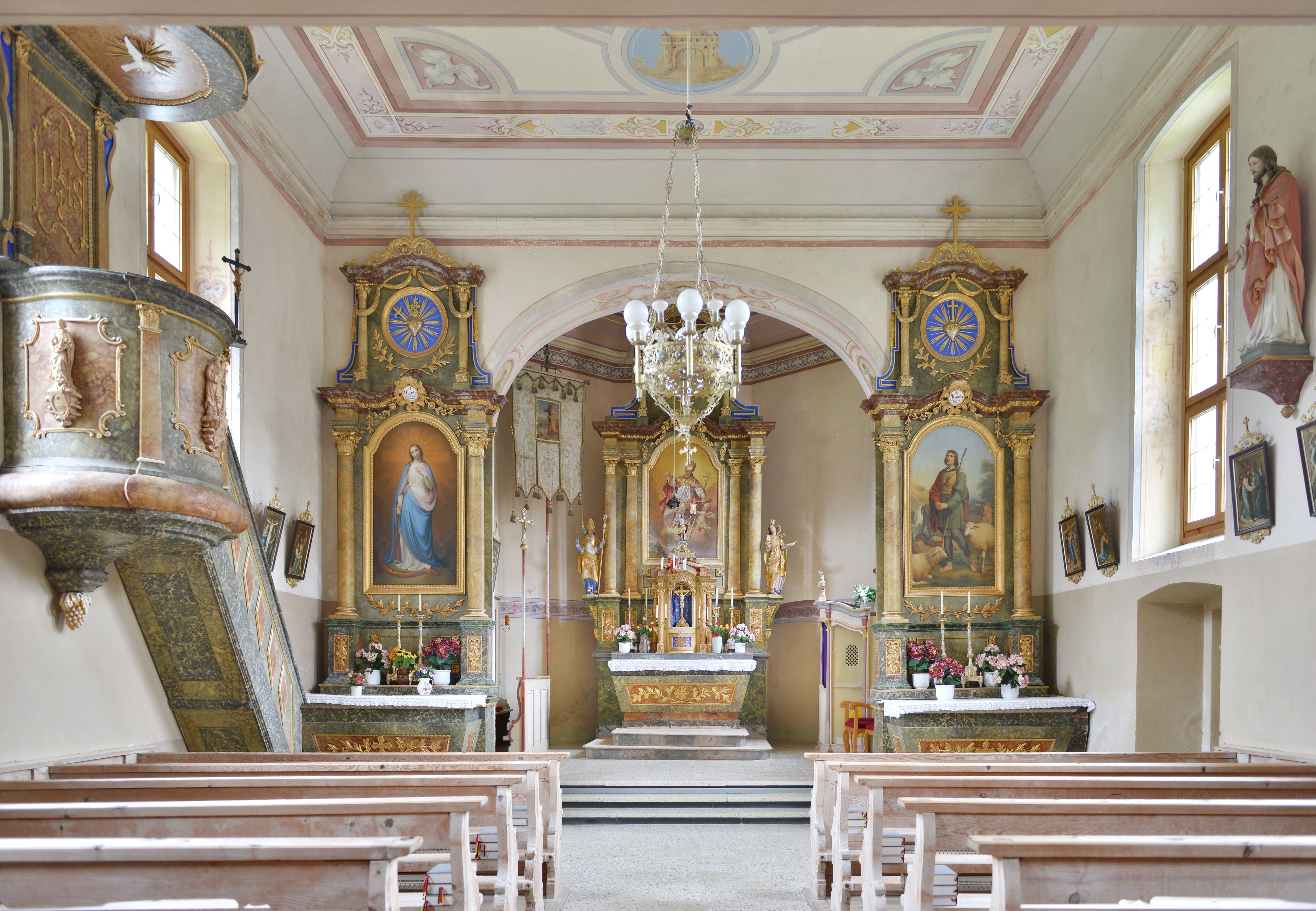
Inneres
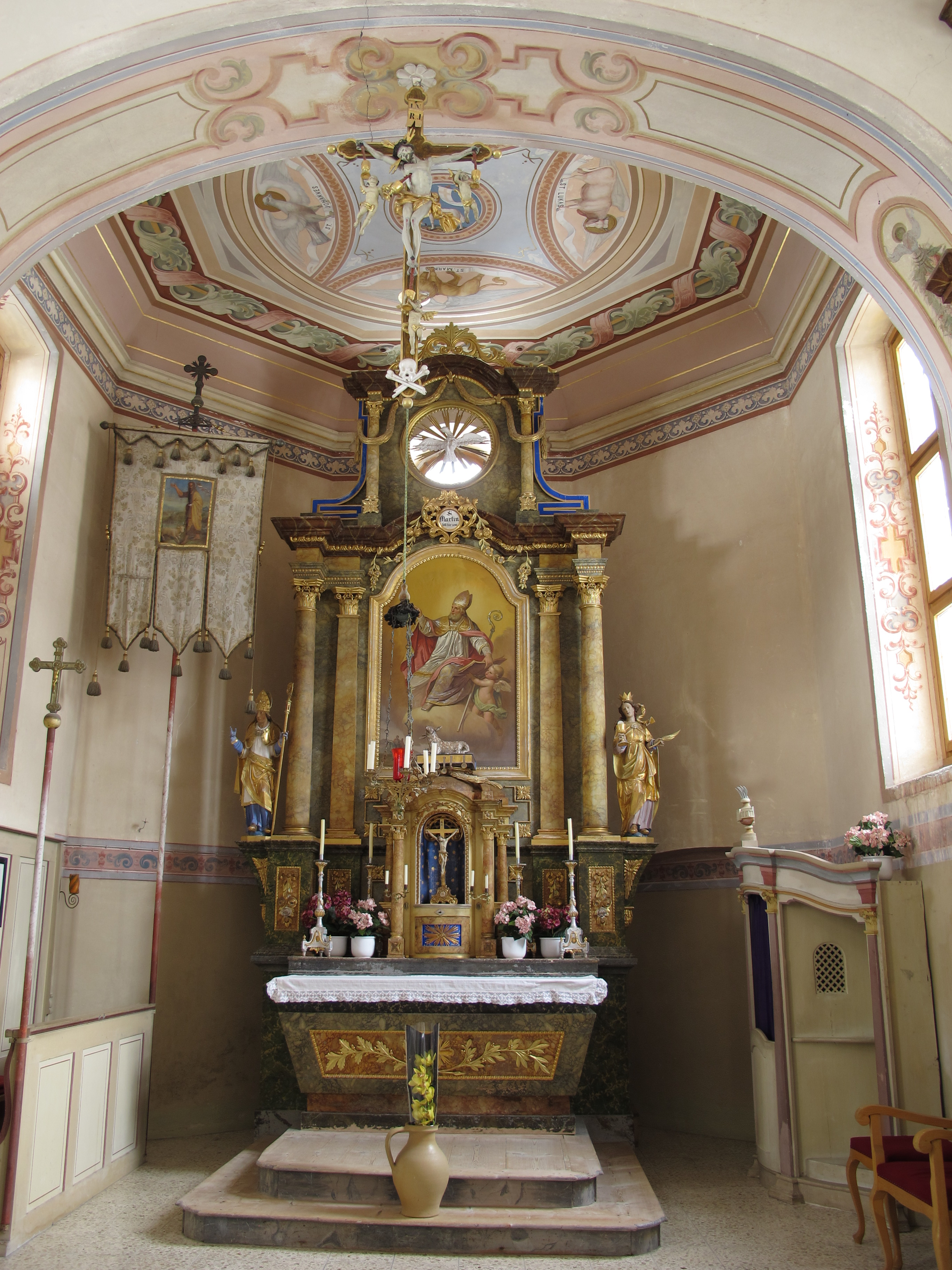
Hauptaltar mit Bild und Heiligenfiguren
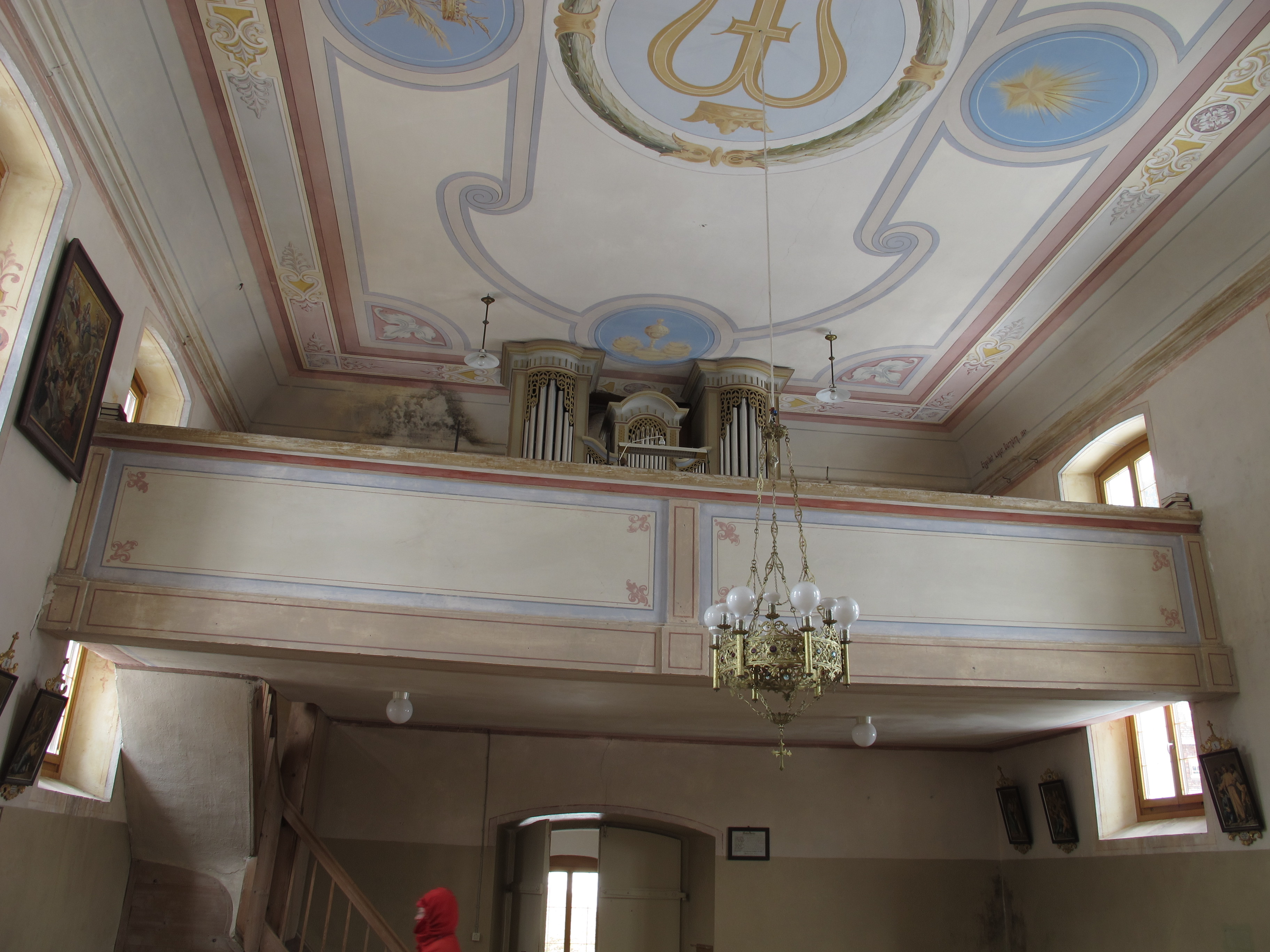
Empore und Orgel
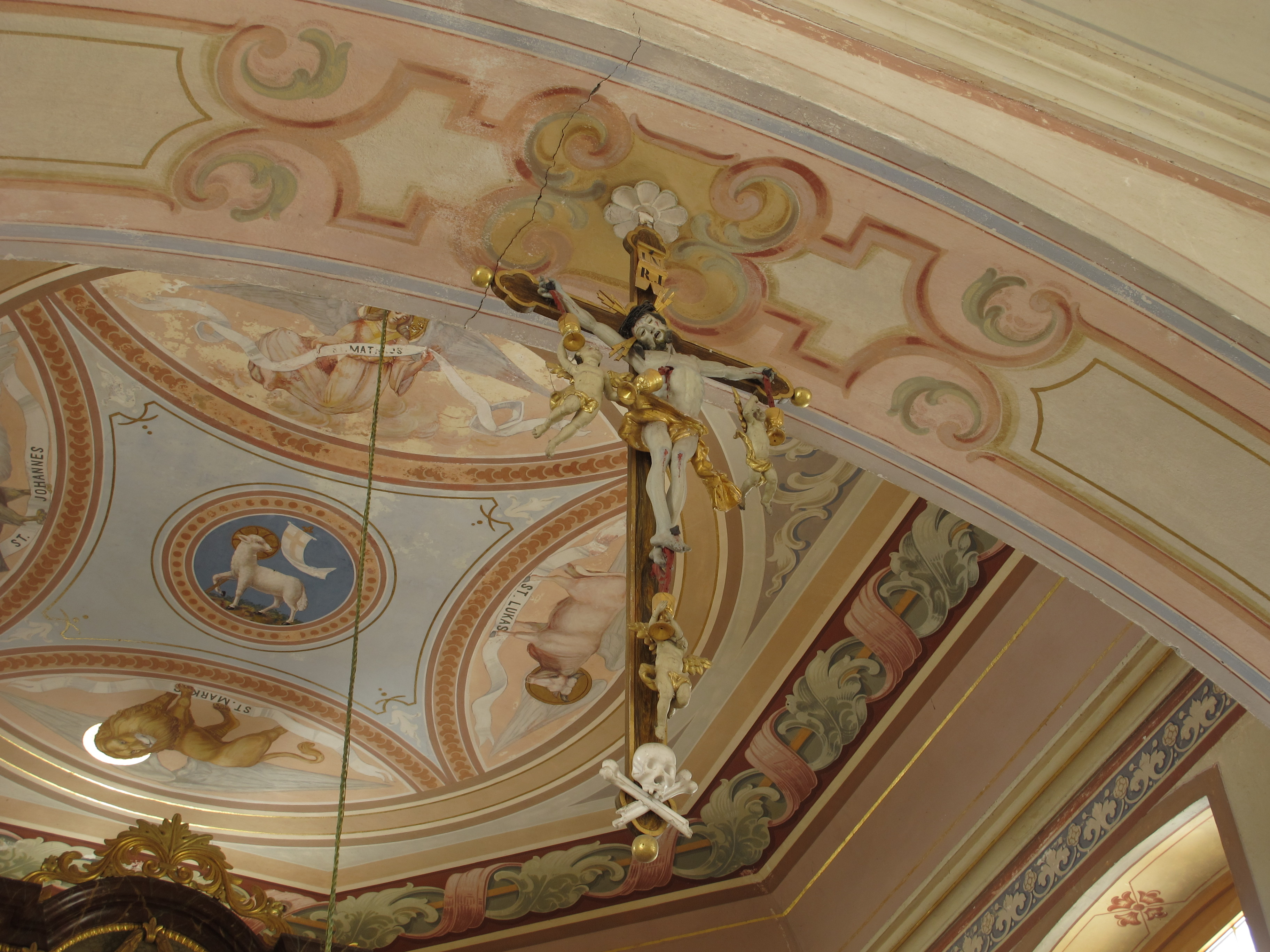
Kreuz